# Dounganes
Cet article concerne le peuple doungane. Pour la langue doungane, voir Doungane (langue).
Les Dounganes ou Doumganes (doungane : Хуэйзў, Xuejzw, Xiao'erjing : حُوِ ظُ ; (zh) ; Xiao'erjing : دْوقًا ظُ ; russe : Дунгане, Dunganě ; kirghize : Дунгандар, Dunğandar, دۇنغاندار) sont des membres du peuple Hui habitant certains territoires de l'ancienne Union soviétique (principalement en Asie centrale). Ils sont d'origine chinoise, de langue chinoise ou turque, et de religion musulmane. Ils sont originaires de l'ouest de la Chine (environs de la province du Gansu et de la région autonome du Ningxia). 
Ils sont reconnus officiellement comme minorité par la République populaire de Chine sous le nom Hui (回族, huízú). Le recensement de 2000 comptait 9,81 millions de Huis sur l'ensemble du pays et dépassait les 10 millions en 2008. Le recensement, de 2010 en Chine en compte exactement 105 866 087[Quoi ?], dont 2 190 979 dans la région autonome du Ningxia On en trouve en plus petite quantité dans d'autres pays d'Asie centrale[réf. nécessaire].
Population comprenant des origines turques et tatares, elle a progressivement été assimilée aux Chinois Han, dont elle a adopté la langue.
De religion initiale probablement nestorienne et/ou bouddhiste, les Dounganes ont été islamisés au Turkestan, entre le XIIe et le XIVe siècle, sous l'effet de la domination des descendants de Genghis Khan.
Les peuplades parlant turc dans le Xinjiang, province de Chine, se réfèrent aussi aux membres de ce groupe ethnique comme « Dounganes ». Cependant, à la fois en Chine et dans les anciennes républiques soviétiques où ils résident, les membres de ce groupe ethnique s'appellent entre eux les « Hui ». Dans les recensements de Russie et de l'ancienne Asie centrale soviétique, les Hui sont dénombrés séparément des Chinois, et sont étiquetés comme Dounganes. Selon les recensements effectués sous la période de l'Union soviétique, une grande population de Dounganes pouvait être trouvée au Kazakhstan (36 900 selon le recensement de 1999), Kirghizistan (51 766 selon le recensement de 1999), et Ouzbékistan, ce qui explique leur présence aujourd'hui dans ces pays devenus indépendants. Certains résident aussi en Russie (801 selon le recensement de Russie de 2002, principalement au Tatarstan).

## Histoire

### Migration de Chine

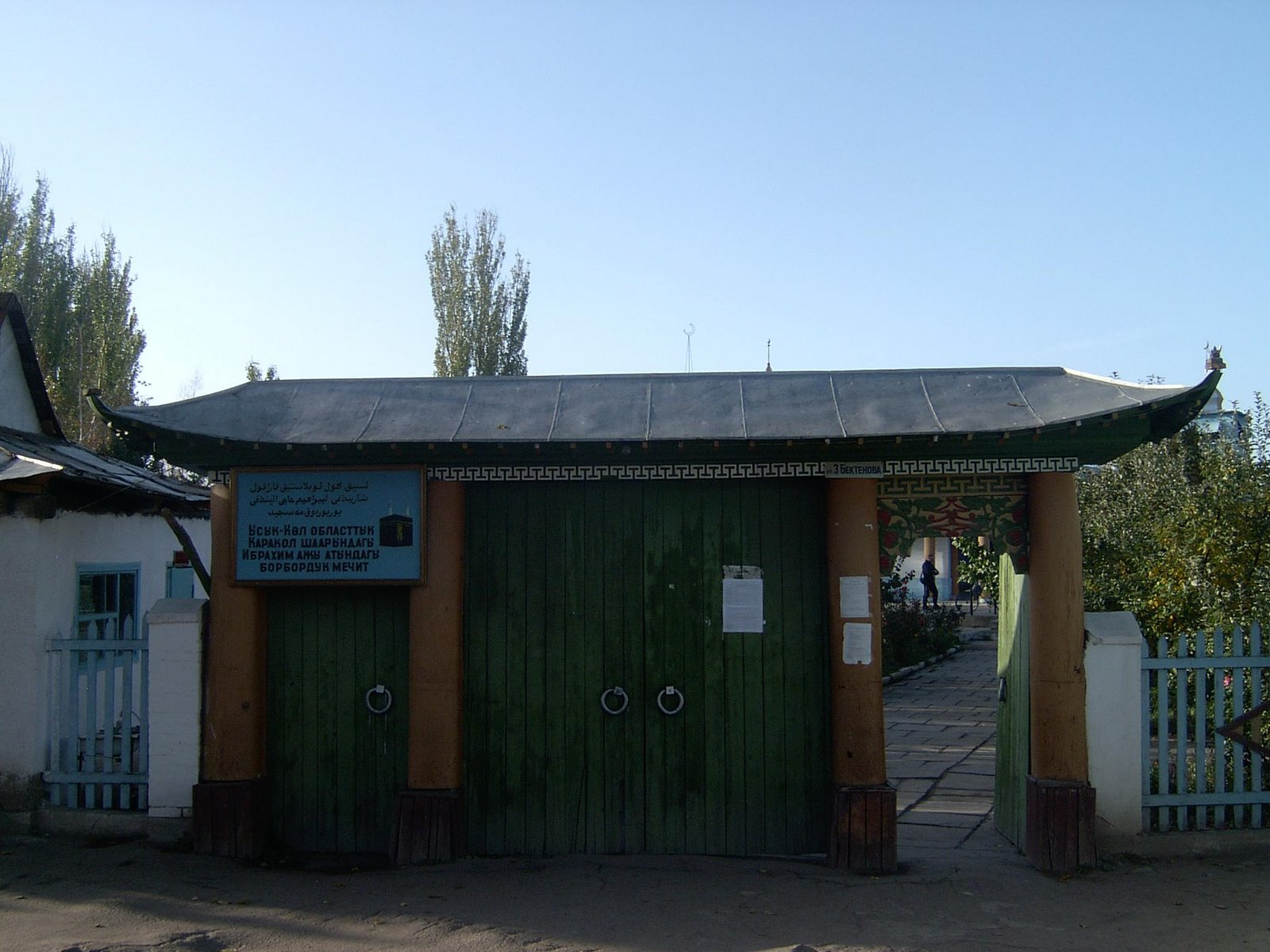
Vue du portail de la mosquée doungane de Karakol, au Kirghizistan (alphabets cyrillique et arabe)

Les Dounganes dans les anciennes républiques soviétiques sont des Hui qui ont fui la Chine à la suite de la Guerre des minorités Hui au XIXe siècle. Selon Rimsky-Korsakoff (1992), trois groupes séparés des peuples Hui ont fui vers l'Empire russe à travers le Tian Shan, pendant l'hiver exceptionnellement sévère de 1877-1878 : 
1. le premier groupe, de quelque 1 000 personnes, originaires de Tourfan au Xinjiang, conduit par Ma Daren (马大人, « Le Grand Homme Ma »), appelé aussi Ma Dalaoye (马大老爷, « Le Grand Maître Ma »), atteint Och au sud du Kirghizistan ;
2. le deuxième groupe, de 1 130 personnes, originaires de Didaozhou (狄道州) à Gansu, conduit par ahong Ma Yusu (马郁素夫)[7], aussi appelé Ah Yelaoren (阿爷老人, « Le vieil homme Ah Ye »), se sont établis au printemps 1878 dans le village de Yrdyk (russe : Ирдык ou Ырдык) à 15 km de Karakol dans l'est du Kirghizistan. Ils étaient 1 130 à leur arrivée ;
3. le 3e groupe, originaires de Shaanxi, conduit par Bai Yanhu (白彦虎 ; Bo Yanhu ; aussi appelé par ses suivants « 虎大人 », Hu Daren, « Le Grand Homme Hu », 1829 (?)-1882), un des dirigeants de la rébellion, se sont établis au village de Karakounouz (maintenant Masanchi), dans la moderne oblys de Djamboul du Kazakhstan, qui est localisé à 8 km au nord de la ville de Tokmok au nord-ouest du Kirghizistan. Ils étaient 3 314 à leur arrivée.

La vague suivante d'immigration s'est produite au début des années 1880. Conformément aux termes du Traité de Saint-Pétersbourg de 1881, qui a exigé le retrait des troupes russes du bassin supérieur de la rivière d'Ili (le secteur de Yining), les peuples Hui et ouïghour de la région ont pu choisir de migrer du côté russe de la frontière. La plupart ont choisi cette option ; selon les statistiques russes, 4 682 Hui ont migré vers l'Empire russe sous ce traité. Ils l'ont fait par nombreux petits groupes entre 1881 et 1883, s'établissant dans le village de Sokoulouk à quelque 30 km à l'ouest de Bichkek, de même qu'en plusieurs points entre la frontière chinoise et Sokoulouk, dans le sud-est du Kazakhstan et le nord du Kirghizistan.

### Actuellement
Comme Hong le note en 2005, « le peuple Doungane dérive du peuple Hui de Chine, et habite maintenant principalement au Kirghizistan, au Kazakhstan et en Ouzbékistan. Leur population dépasse 110 000 personnes. Ce peuple a développé une ethnicité séparée hors de Chine, pourtant ils ont des relations proches avec le peuple Hui dans leur culture, les caractéristiques ethniques et l'identité ethnique. »

## Illustrations

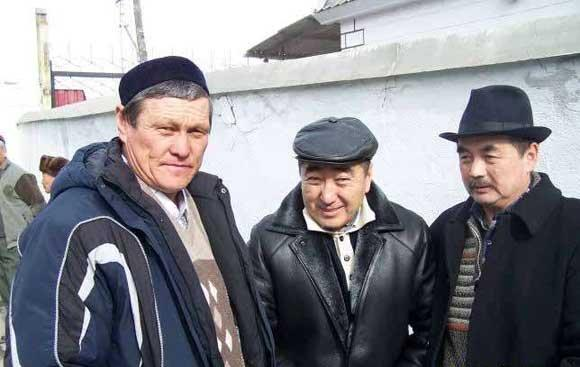
Dounganes du Kazakhstan
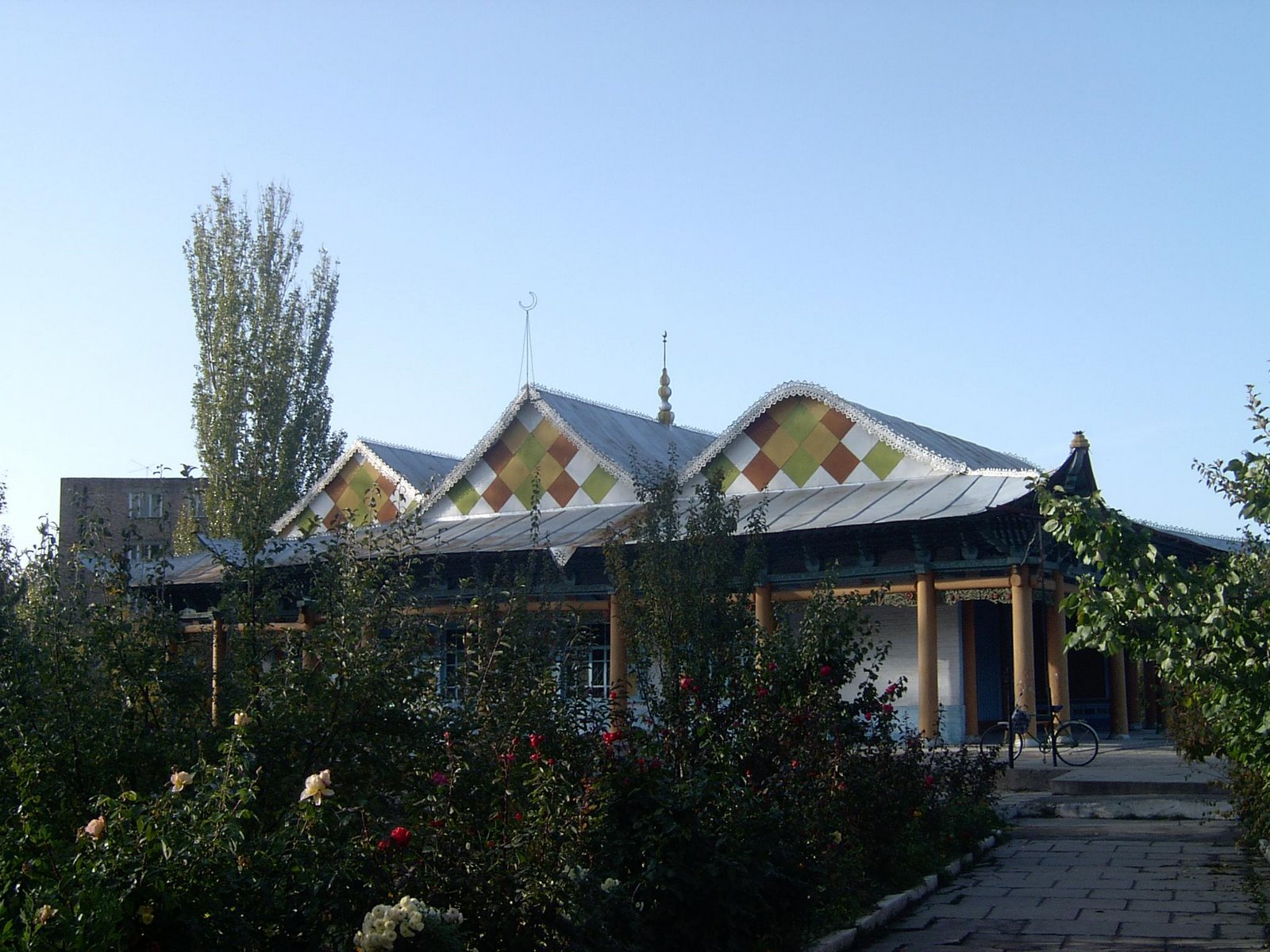
Extérieur de la mosquée doungane de Karakol
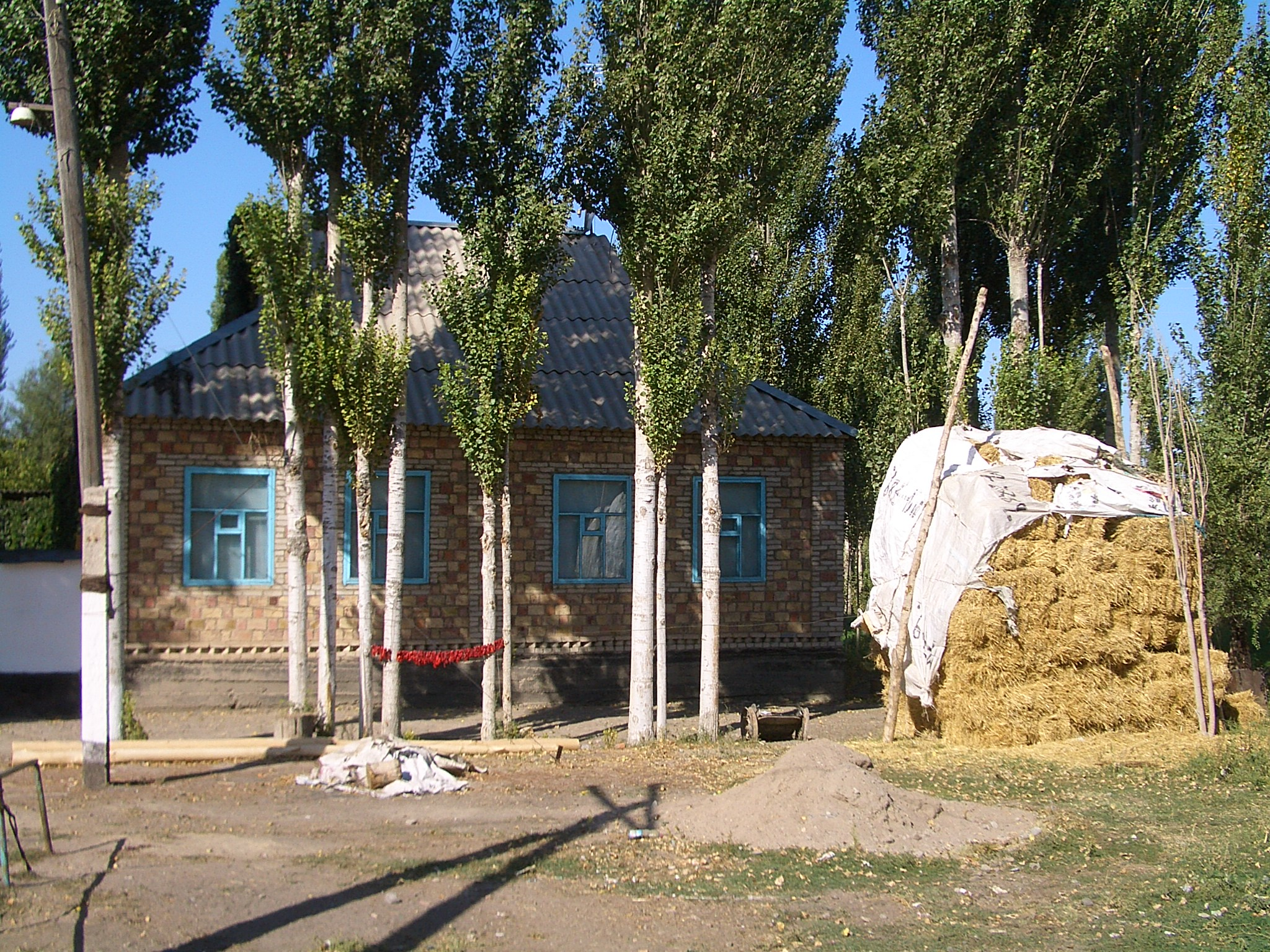
Maison paysanne du village de Milianfan, dans la province de Tchouï au Kirghizistan
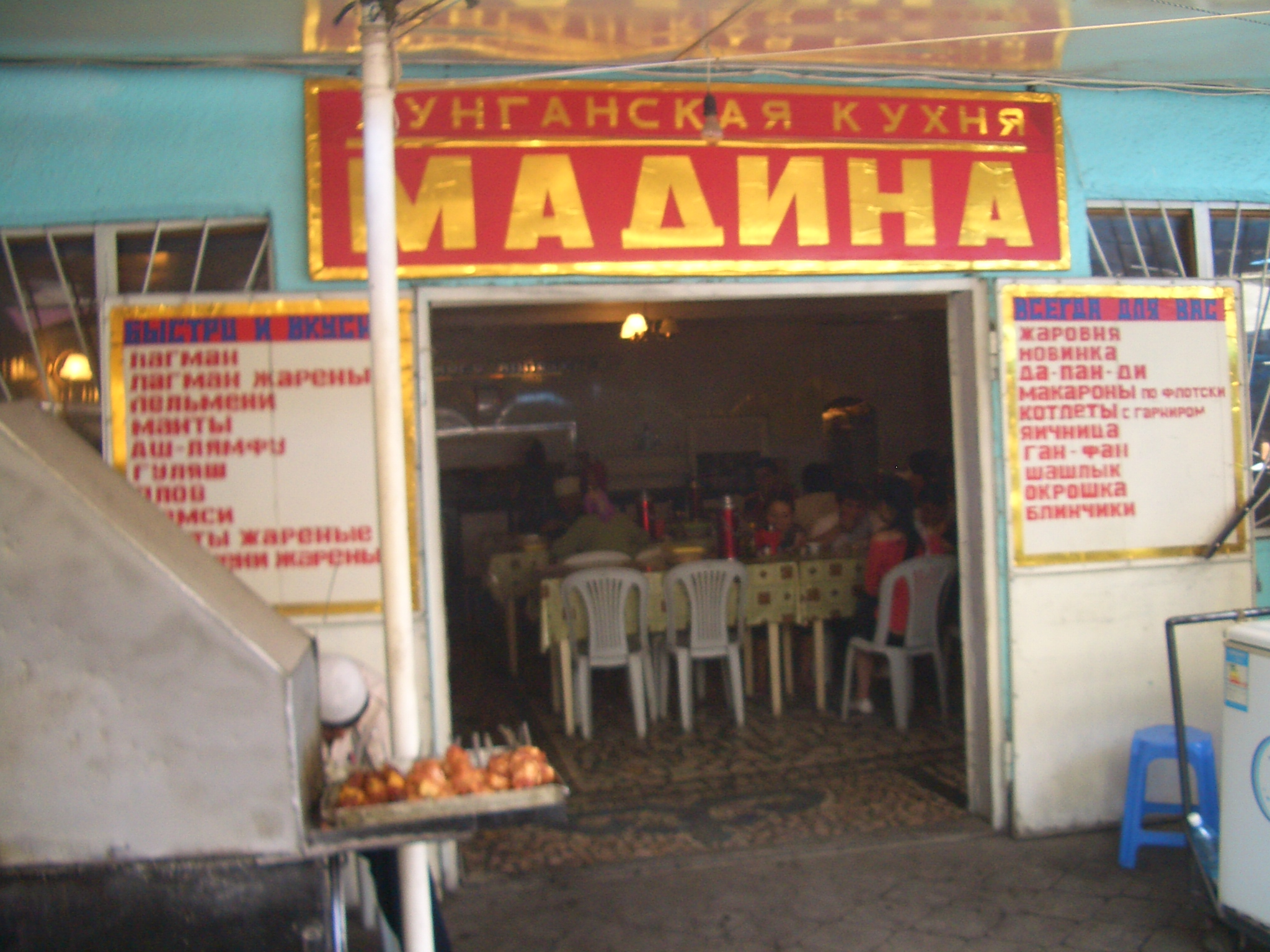
Restaurant doungane au bazar de Dordoï (banlieue de Bichkek).